# 1月11日
1月11日是公历（平年）年的第11天，离一年的结束还有354天（闰年是355天）。

## 大事记

### 19世紀以前
- 532年：东罗马帝国首都君士坦丁堡的赛车竞技场内爆发大规模斗殴。
- 947年：辽太宗入侵后晋，並最終使後晉滅亡。
- 1055年：在君士坦丁九世逝世后，狄奥多拉女皇成为东罗马帝国唯一的统治者。
- 1569年：英格兰首次发行彩票。
- 1571年：神圣罗马帝国皇帝马克西米利安二世授予奥地利贵族宗教自由。
- 1693年：義大利西西里島東岸發生MW 7.4地震及海嘯，造成約6萬人死亡。
- 1759年：美国第一家人寿保险公司于费城成立。
- 1787年：英國天文學家威廉·赫雪爾發現天衛三和天衛四兩顆天王星的衛星。

### 19世紀
- 1851年：洪秀全在广西桂平发动反对清朝的金田起义，建立太平天国政权。
- 1863年：南北战争中，辛德曼堡战役以南方军队投降而结束。
- 1879年：在祖魯王國國王開芝瓦約拒絕最後通牒後，大英帝國軍隊開始入侵祖魯王國。

### 20世紀
- 1904年：英军在索马里屠杀1,000多名回教苦行僧。
- 1913年：西藏和蒙古在乌兰巴托签署互相承认独立主权地位的《蒙藏条约》。
- 1914年：加拿大北極探險隊（英语：Canadian Arctic Expedition, 1913–1916）的旗艦卡魯克號（英语：HMCS Karluk）被冰層壓碎後沉沒。
- 1917年：中国抚顺发生煤矿瓦斯爆炸，917名矿工死亡。
- 1919年：罗马尼亚吞并特兰西瓦尼亚。
- 1920年：台灣新民會在日本東京成立。
- 1922年：加拿大多倫多全科醫院第一次將胰島素應用在糖尿病患者的臨床治療上。
- 1923年：由於德國未能履行戰後賠款，法國及比利時軍隊出兵魯爾區實施軍事佔領。
- 1926年：张作霖宣布东三省独立。
- 1927年：米高梅电影公司领头人路易·梅耶在洛杉矶的晚宴上宣布建立电影艺术与科学学院。
- 1935年：美国飞行员爱蜜莉亚·艾尔哈特成为首位独自从夏威夷飞到加利福尼亚州的飞行员。
- 1938年：《新华日报》创刊。
- 1942年：日本对荷兰宣战，並入侵荷属东印度。
- 1942年：第二次世界大战时期，日军成功攻陷英属马来亚（现今的马来西亚）首都吉隆坡。
- 1943年：中国与英国和美国分别签署平等新约，废除两国在中国的治外法权。
- 1946年：阿爾巴尼亞共產黨總書記恩維爾·霍查宣布成立阿爾巴尼亞社會主義人民共和國。
- 1960年：美國連環殺手亨利·李·盧卡斯犯下唯一一起經過確認的謀殺案，他還供認往後殺害了600多人。
- 1961年：连接纽约市皇后区与布朗克斯区的窄頸大橋开通。
- 1962年：中国共产党中央委员会在北京组织召开了史称七千人大会的工作会议，对大跃进的错误进行了总结。
- 1964年：美國外科總醫師路德·泰瑞（英语：Luther Terry）在《吸烟与健康：咨询委员会对美国外科医生的报告（英语：Smoking and Health: Report of the Advisory Committee to the Surgeon General of the United States）》中指出吸烟可能危害健康。
- 1964年：中国篮球教练程世春应古巴全国体育运动文娱委员会邀请，赴古巴出任援外教练。
- 1990年：北京市解除戒严。

### 21世紀
- 2007年：中国进行首次反卫星试验。
- 2010年：中国进行首次陆基中段反导试验。
- 2011年：中国隐身战机歼-20首次试飞。
- 2020年：尋求連任的蔡英文，以歷史新高的817萬票的民意（得票率57.13%），擊敗迅速在去年崛起的韓國瑜，寫下台灣史上第一位女總統的連任紀錄。

## 出生
- 347年：狄奧多西一世，罗马帝国皇帝。（395年逝世）
- 909年：藤原師輔，日本平安時代公卿。（960年逝世）
- 1322年：光明天皇，日本北朝第2代天皇。（1380年逝世）
- 1359年：後圓融天皇，日本北朝第5代天皇。（1393年逝世）
- 1503年：弗兰西斯科·帕尔米贾尼诺，義大利矯飾主義風格畫家、版畫家。（1540年逝世）
- 1638年：尼古拉斯·斯坦诺，丹麥解剖學家、地質學家，被認為是地質學與地層學之父。（1686年逝世）
- 1671年：弗朗索瓦-马利·德·布罗伊，法国元帅。（1745年逝世）
- 1755年：亚历山大·汉密尔顿，美国经济学家，首任美国财政部长。（1804年逝世）
- 1800年：耶德利克·阿纽什，匈牙利發明家、工程師、物理學家，被認為是直流發電機之父。（1895年逝世）
- 1807年：埃兹拉·康乃尔，美国企业家。（1874年逝世）
- 1814年：蘇格拉底·尼爾森，美國商人、政治家、拓荒先鋒。（1867年逝世）
- 1815年：约翰·亚历山大·麦克唐纳，加拿大政治人物，首任加拿大總理。（1891年逝世）
- 1833年：奕訢，道光帝第六子，咸豐帝同父異母兄弟，道光帝遺詔封「和碩恭親王」，清末洋務派、總理衙門首領。（1898年逝世）
- 1842年：威廉·詹姆士，美国哲学家、心理学家。（1910年逝世）
- 1843年：伊希尼奧·烏里亞特，巴拉圭政治人物，第7任巴拉圭總統。（1909年逝世）
- 1845年：阿尔伯特·维克多·巴克隆德，瑞典數學家和物理學家。（1922年逝世）
- 1856年：克里斯蒂安·辛丁，挪威作曲家。（1941年逝世）
- 1859年：喬治·寇松，英國貴族、政治人物，第一代凱德爾斯頓的寇松侯爵。（1925年逝世）
- 1867年：愛德華·B·鐵欽納，英國籍美國心理學家。（1927年逝世）
- 1868年：清水紫琴，日本明治時代作家、記者、女權運動家（1933年逝世）
- 1868年：蔡元培，中国教育家。（1940年逝世）
- 1875年：莱因霍尔德·莫里采维奇·格里埃尔，烏克蘭-蘇聯作曲家、指揮家、音樂教育家。（1956年逝世）
- 1876年：托馬斯·希克斯，美國男子田徑運動員。（1952年逝世）
- 1885年：内山完造，日本社会活动家。（1959年逝世）
- 1885年：愛莉絲·保羅，美國女权运动领袖。（1977年逝世）
- 1887年：奥尔多·利奥波德，美國生態學家、林務官、環境保護主義者。（1948年逝世）
- 1890年：哈羅德·布萊德，英國電報員，鐵達尼號初級電報員。（1956年逝世）
- 1899年：李苦禪，中國畫家。（1983年逝世）
- 1899年：伊娃·列·高麗安，英裔美國舞台女演員、製作人、導演、作家。（1991年逝世）
- 1902年：莫里斯·迪吕弗莱，法國作曲家、管風琴家。（1986年逝世）
- 1903年：雅各布·罗森菲尔德，奥地利医生。（1952年逝世）
- 1906年：艾伯特·霍夫曼，瑞士化学家。（2008年逝世）
- 1907年：皮埃爾·孟戴斯-弗朗斯，法國政治家，曾任法国总理。（1982年逝世）
- 1914年：丹增諾蓋，尼泊爾登山家，聖母峰最早的兩名登頂者之一。（1986年逝世）
- 1914年：莫里·馬爾科夫，美國超級人瑞、部落格作者、作家、雕塑家。（2024年逝世）
- 1911年：铃木善幸，日本政治人物，第70任內閣總理大臣。（2004年逝世）
- 1924年：罗歇·吉耶曼，法国-美國医学家，1977年诺贝尔生理学或医学奖得主。（2024年逝世）
- 1925年：聂華苓，中國作家。（2024年逝世）
- 1929年：萬達·維烏科米爾斯卡，波蘭小提琴演奏家。（2018年逝世）
- 1932年：石森達幸，日本聲優。（2013年逝世）
- 1934年：让·克雷蒂安，加拿大政治人物，第25任加拿大总理。
- 1933年：小林清志，日本男聲優、演員、旁白。（2022年逝世）
- 1934年：東尼·霍爾，英國計算機科學家。
- 1938年：阿瑟·斯卡吉尔，英國社會主義勞工黨領導人。
- 1939年：千葉徹彌，日本漫畫家。
- 1944年：黃茂榮，臺灣法律學者，曾任中華民國司法院大法官。（2025年逝世）
- 1946年：约翰·派博，美國歸正神學浸信宗牧師、作家。
- 1947年：陳嘉儀，香港演員。
- 1948年：輪島大士，日本相撲力士，第54代橫綱。（2018年逝世）
- 1949年：克里斯·福特，前美國職業籃球運動員、教練。
- 1954年：凱拉西·薩塔亞提，印度兒童人權運動家，2014年諾貝爾和平獎得主。
- 1956年：馬道立，香港特別行政區終審法院首席法官。
- 1957年：冰室冴子，日本小說家。（2008年逝世）
- 1957年：布莱恩·罗布森，英国足球运动员。
- 1961年：卡爾·馮·哈布斯堡，哈布斯堡家族的大家長。
- 1964年：丹·克蘭西，美國技術專家、計算機科學家，現任Twitch執行長。
- 1965年：蔡齡齡，香港歌手、DJ。（2012年逝世）
- 1966年：陶伟，中國足球評論員。（2012年逝世）
- 1966年：黃舒駿，台灣歌手。
- 1968年：本亞明·利斯特，德國化學家，2021年諾貝爾化學獎得主。
- 1969年：冰上恭子，日本女性聲優。
- 1969年：馬克·布蘭特利，聖克里斯多福及尼維斯政治人物，前任聖克里斯多福及尼維斯外交部長。
- 1970年：鄭芬芬，台灣女編劇、導演。
- 1971年：玛丽·布莱姬，美國歌手、唱片製作人、作曲家、女演員兼說唱歌手。
- 1972年：阿曼达·皮特，美國演員。
- 1973年：深津繪里，日本女演員。
- 1973年：郭舒賢，新加坡女演員。
- 1974年：延斯·诺沃特尼，德国足球運動員。
- 1975年：馬泰奧·倫齊，意大利總理、民主黨總書記。
- 1976年：陳平偉，台灣網路名人。
- 1978年：埃米尔·赫斯基，英国足球運動員。
- 1979年：茜蒂·诺哈丽莎，马来西亚歌手。
- 1979年：任亮憲，香港政界人物。
- 1979年：林俊逸，台灣男藝人。
- 1980年：張繼聰，香港創作男歌手。
- 1980年：朱兆基，香港足球運動員。
- 1982年：孫藝珍，韓國演員。
- 1982年：托尼·阿伦，美國職業籃球運動員。
- 1983年：米哈伊爾·古德科夫，俄羅斯海軍少將。（2025年逝世）
- 1983年：韓雪，中國女演員、歌手。
- 1983年：艾德里安·苏蒂尔，德國一級方程式賽車手。
- 1984年：史堤芬奴斯·舒亞斯，荷蘭足球運動員。
- 1984年：麥高派路域，塞爾維亞足球運動員。
- 1984年：金詩雲，韓國女演員。
- 1984年：王致狄，香港男演員。
- 1984年：江惠儀，台灣女歌手。
- 1985年：Rie fu，日本女性創作歌手、畫家。
- 1985年：中嶋一貴，日本一級方程式賽車手。
- 1987年：金英光，韓國模特兒、演員。
- 1988年：王一梅，中國女排運動員。
- 1988年：李純，中國籍日本女子組合早安少女組。第八期成員。
- 1991年：李文意，香港演員、主持。
- 1991年：一岡龍司，日本職業棒球運動員。
- 1992年：田厚威，中國男子羽球運動員。
- 1992年：張云雷，中國德云社相聲演員、歌手。
- 1992年：李昇勳，韓國男子偶像團體WINNER成員。
- 1992年：法蒂瑪·薩納·謝赫，印度女演員。
- 1992年：丹尼尔·卡瓦哈爾，西班牙職業足球運動員。
- 1993年：朴廷桓，韓國圍棋棋士。
- 1994年：德西蕾·克拉夫奇克，美國職業網球運動員。
- 1996年：羅振庭，香港足球運動員。
- 1997年：邱欣怡，中國女子偶像團體SNH48成员。
- 1999年：林一，中國男演員。
- 1999年：劉勇河，韓國男子偶像團體WEi成員。
- 2000年：李彩演，韓國女子偶像團體前IZ*ONE成員，現為solo歌手。
- 2002年：陳灝，中國職業足球運動員。
- 2007年：埃莉夫·贝拉·格克尔，土耳其女子射箭運動員。
- 生年不詳：筆安一幸，日本編劇。
- 生年不詳：和泉風花，日本女性聲優。

## 逝世
- 308年：汲桑，西晋起義領袖。（生年不详）
- 705年：教宗若望六世，羅馬主教。（生年不详）
- 782年：光仁天皇，日本第49代天皇。（709年出生）
- 844年：米海爾一世，拜占庭皇帝。（約770年出生）
- 937年：唐末帝李從珂，後唐皇帝。（885年出生）
- 1055年：君士坦丁九世，东罗马帝国皇帝。（約1000年出生）
- 1295年：伯颜，元朝初期政治家、军事家，1276年率领元军攻克南宋首都临安，俘虏宋恭帝和谢太后。（1236年出生）
- 1753年：漢斯·斯隆，英國博物學家、內科醫生、收藏家（1660年出生）
- 1788年：弗朗索瓦·德·格拉斯，法國海軍將領（1722年出生）
- 1810年：阿林保，清朝官員。（生年不詳）
- 1812年：亨利·斯科特，英國貴族，第三代巴克盧公爵及第五代昆斯伯里公爵。（1746年出生）
- 1837年：弗朗索瓦·熱拉爾，法國歷史畫家、肖像畫家、插畫家。（1770年出生）
- 1843年：法蘭西斯·史考特·基，美國律師、作家，美國國歌《星條旗》歌詞作者。（1779年出生）
- 1901年：楊衢雲，中國革命家。（1861年出生）
- 1904年：約翰·楊·布朗，美國政治家，肯塔基州第31任州長及聯邦眾議員。（1835年出生）
- 1923年：康斯坦丁一世，希臘國王。（1868年出生）
- 1928年：托马斯·哈代，英国作家。（1840年出生）
- 1941年：伊曼紐·拉斯克，德國西洋棋選手、數學家、哲學家。（1868年出生）
- 1952年：讓·德·拉特爾·德·塔西尼，法國元帥。（1889年出生）
- 1953年：璧約翰，英國外交官（1883年出生）
- 1966年：鹿鐘麟，中華民國國民革命軍高級將領（1884年出生）
- 1966年：拉尔·巴哈杜尔·夏斯特里，印度政治家，曾任印度总理。（1904年出生）
- 1979年：唐蘭，中國歷史學家、文字學家、青銅器專家（1901年出生）
- 1988年：伊西多·拉比，美国物理学家，1944年诺贝尔物理学奖得主。（1898年出生）
- 1991年：卡尔·安德森，美国物理学家，正电子发现者，1936年诺贝尔物理学奖得主。（1905年出生）
- 2003年：莫里斯·皮亞拉，法國電影導演、劇作家、演員。（1925年出生）
- 2008年：艾德蒙·希拉里，紐西蘭登山家與探險家，世界上登頂珠穆朗瑪峰的第一人。（1919年出生）
- 2013年：阮慶，越南政治人物。（1927年出生）
- 2013年：亚伦·斯沃茨，美國程式設計師、作家、網際網路行動主義者，共同創造了RSS 1.0與Reddit。（1986年出生）
- 2014年：蔡同榮，臺灣政治人物、資深立法委員。（1935年出生）[1]
- 2014年：艾里爾·夏隆，以色列政治家。（1928年出生）
- 2014年：鄭日清，台灣台語歌手。（1923年出生）
- 2015年：安妮塔·艾格寶，瑞典女演員。（1931年出生）[2]
- 2018年：幡谷祐一，日本企業家。（1923年出生）
- 2019年：迈克尔·阿蒂亚，英国数学家。（1929年出生）[3]
- 2022年：龐建國，臺灣政治人物，曾任臺北市議員與立法委員。（1953年出生）
- 2022年：大衛·薩索利，義大利政治家、新聞工作者，歐洲議會主席。（1956年出生）
- 2023年：林樂培，香港作曲家。（1926年出生）
- 2023年：拉菲克·尼沙諾夫，蘇聯政治人物、外交官。（1926年出生）
- 2023年：詹建俊，中國畫家、教育家。（1931年出生）
- 2023年：穆爾塔扎·拉希莫夫，俄羅斯政治人物，曾任巴什科爾托斯坦共和國總統。（1934年出生）
- 2023年：年廣九，中國企業家。（1940年出生）
- 2023年：高橋幸宏，日本創作歌手、鼓手、時裝設計師、作家。（1952年出生）
- 2024年：張克輝，中國政治人物。（1928年出生）
- 2025年：邱大洪，中國海岸和近海工程專家。（1930年出生）

## 节假日和习俗
- 世界蔬醒日
- 尼泊尔：团结日
- 中華民國：司法節
- 突尼西亞：兒童節